# Agagus
Agagus is een geslacht van weekdieren uit de klasse van de Gastropoda (slakken).

## Soorten
- Agagus agagus Jousseaume, 1894
- Agagus stellamaris Herbert, 1991